# Makresh (huyện)
Makresh là một huyện thuộc tỉnh Vidin, Bungaria. Dân số thời điểm năm 2001 là 2550 người.